# هاوت اوله
هاوت اوله (به لاتین: Haut-Uélé) یک استان در جمهوری دموکراتیک کنگو است. هاوت اوله ۸۹٬۶۸۳ کیلومتر مربع مساحت و ۱٬۹۲۰٬۸۶۷ نفر جمعیت دارد.